# Sciobia foreli
Sciobia foreli är en insektsart som först beskrevs av Henri Saussure 1898.  Sciobia foreli ingår i släktet Sciobia och familjen syrsor. Inga underarter finns listade i Catalogue of Life.